# Cascata di Glandieu
La cascata di Glandieu è una cascata situata nella frazione di Glandieu, al confine dei comuni di Brégnier-Cordon e Saint-Benoît.
È costituita da due cascate consecutive, per un'altezza totale di 60 metri, che portano l'acqua del Gland nel bacino del Rodano.
Fino a poco tempo fa esisteva una cava di marmo ai piedi della cascata, nel territorio di Brégnier-Cordon, che ne utilizzava l'energia idroelettrica. Sono ancora in funzione due piccole centrali elettriche, una per ogni comune.

## Note

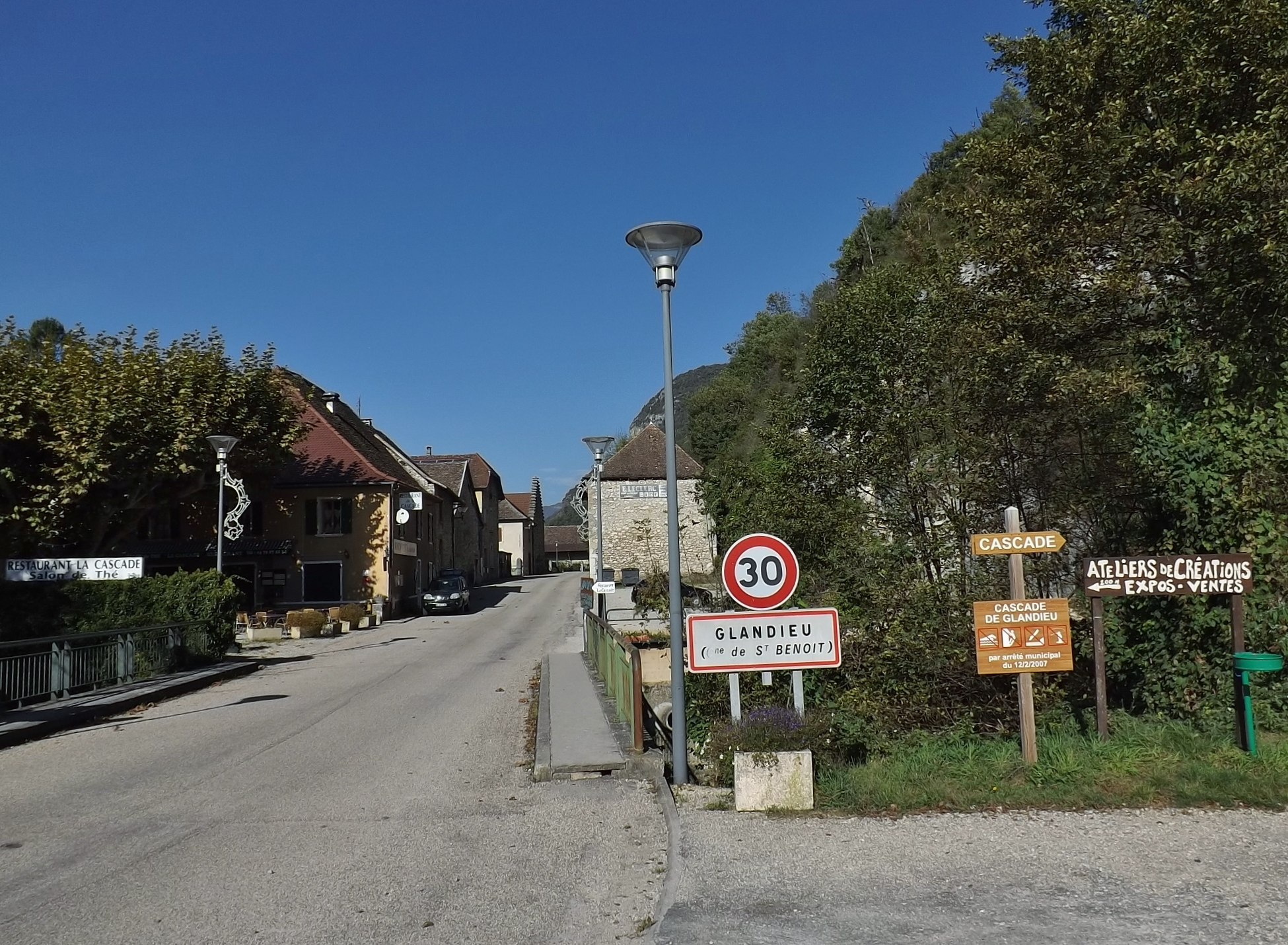
Il confine da Brégnier-Cordon a Saint-Benoît con, sulla destra, l'insegna che porta alla cascata.

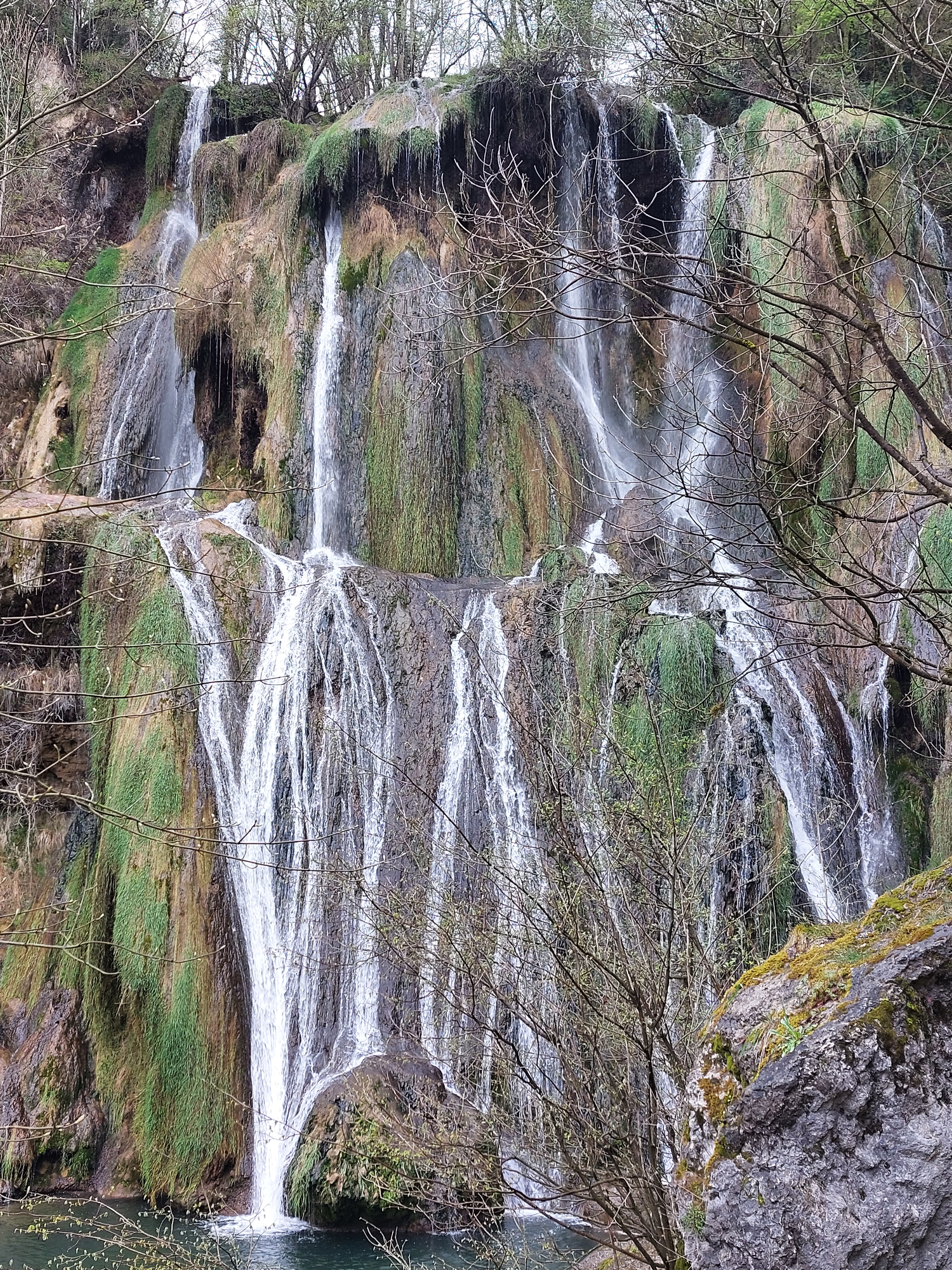
Uno scorcio della cascata.